# Îles de Varennes
Pour les articles homonymes, voir Varennes.
Les îles de Varennes sont un groupe d'îles de l'archipel d'Hochelaga situées dans le fleuve Saint-Laurent, en aval de Montréal.

## Géographie

### Localisation
Les îles de Varennes forment un regroupement dense d'îlots reliés ensemble par des marais ou des eaux peu profondes. Elles sont situées au milieu du fleuve Saint-Laurent, au sud-est de l'île Saint-Thérèse. Elles sont administrativement rattachées à la municipalité de Varennes dont elles sont distantes de moins d'un kilomètre.
La Grande Île occupe la plus grande superficie de l'ensemble. S'y rattache les îles : au Beurre, aux Fermiers, à la Cabane (ou aux Cabanes), Masta et Saint-Patrice.

### Faune et flore
Des bernarches du Canada nichent sur ce territoire d'avril à août.

## Histoire
Les îles, dont certaines étaient encore identifiables au milieu du XXe siècle, se sont soudées en raison des courants fluviaux et du dragage du fleuve Saint-Laurent.
Le territoire, inhabité, est la propriété de Transports Canada depuis les années 1960, à l'exception d'un petit lot détenu par l'Institut de recherche d'Hydro-Québec.